# مقاطعة غيروكاستر
مقاطعة غيروكاستر (بالألبانية: Qarku i Gjirokastrës) هي واحدة من 12 مقاطعة في ألبانيا. عدد سكانها في تعداد 2011 بلغ 72176، في مساحة 2884 كيلومتر مربع. وعاصمتها هي مدينة غيروكاستر.